# 벽암록
《벽암록(碧巖錄)》은 정확하게는 《불과환오선사벽암록(佛果圜悟禪師碧嚴錄)》이라고 하며 또한 《벽암집(碧巖集)》이라고도 한다. 영미권에서는 《Blue Cliff Record(푸른 절벽의 기록)》라는 명칭으로도 알려져 있다.

## 역사
중국 선종5가(禪宗五家)의 일파인 운문종(雲門宗)에 속하는 설두(雪竇) 중현(重顯)이 《경덕전등록(景德傳燈錄)》 1,700칙(則)의 공안 중에서 선(禪)의 전통적 사상에 의거하여 달마선(達摩禪)의 본령(本領)을 발휘하여 학인(學人)의 판도(辦道: 수행)에 중요한 지침이 되는 100칙을 골라서 그 하나 하나에 종지(宗旨)를 거양(擧揚)하는 격조 높은 운문(韻文)의 송(頌)을 달았다. 후일 임제종의 원오극근(圓悟克勤)이 이 송(頌)에 대하여 각칙(各則)마다 서문적인 조어(釣語: 垂示), 본칙(本則)과 송고(頌古)에 대한 단평(短評: 著語), 전체적인 상평(詳評: 評唱)을 가하여 10권으로 한 것이 《벽암록》이다.
즉, 설두스님이 저술한 설두송고(雪竇頌古)에 대한 원오스님의 주석서가 벽암록이다.
1125년 원오극근은 예주(澧州)(현재 후난성 창더시 리현) 협산(夾山)에 위치한 영천원(靈泉院)에서 벽암록을 지었다. 기거하던 방안에 벽암(碧巖)이라고 쓴 액자가 걸려 있어서 책 이름을 벽암록이라고 지었다.
원래 최초의 책이름은 불과원오선사벽암록(佛果圓悟禪師碧巖錄)이다.
보조(普照)에 의하여 1128년(建炎 2)에 처음으로 간행되었으나 원오극근의 제자인 대혜종고(大慧宗杲)는 이것이 선(禪)을 형해화(刑骸化)하는 것이라고 하여 간본(刊本)을 회수해서 소각해 버렸다.
1297년 원나라 때 장명원(張明遠) 거사가 "종문제일서 원오벽암록"이란 이름으로 재출판하여 오늘날 일반에 유포되었다. 종문제일서란 임제종의 최고 서적이란 의미이다.

## 같이 보기
- 선종
- 공안
- 화두
- 고칙
- 경덕전등록

## 참고 문헌
- 이 문서에는 다음커뮤니케이션(현 카카오)에서 GFDL 또는 CC-SA 라이선스로 배포한 글로벌 세계대백과사전의 내용을 기초로 작성된 글이 포함되어 있습니다.